# Женска фудбалска репрезентација Костарике
Женска фудбалска репрезентација Костарике (шп. Selección femenina de fútbol de Costa Rica, је женски фудбалски тим који представља Јамајку на међународним такмичењима и такмичи се у Конфедерацији фудбалског савеза Северне, Централне Америке и Кариба (Конкакаф). Оне су једна од најбољих женских фудбалских репрезентација у региону Централне Америке заједно са Гватемалом.

## Историја
Тим Костарике је тек почео да игра међународну утакмице 1990. године, када се Централна Америка борила за развој женског фудбала. Успех мушког тима помогао је ФЦФу да верује у женски тим. Њихов први турнир било је женско првенство у Конкакафу 1991. године, када је Костарика завршила на трећем месту и испала из групне фазе.
Упркос томе, Костарика је почела да постиже успехе на женском првенству Конкакафа 1998. године и на Панамеричким играма 1999. године када је Костарика освојила бронзу. Али касније, Костарика није остварила много успеха, пошто је репрезентација још увек била у конкуранцији са финансирањем под сенком мушког тима.
На женском првенству Конкакафа 2014. године, Костарика је постигла успех освојивши сребро, након што је у финалу изгубила од САД са 0 : 6. Њихово друго место обезбедило им је место на ФИФА Светском првенству за жене 2015. Ово је био први пут да је Костарика играла на ФИФА Светском првенству за жене. Костарика је извучена у групу са Бразилом, Јужном Корејом и Шпанијом за Светско првенство у фудбалу за жене 2015. Костарика је обезбедила два успешна ремија против Шпаније (1 : 1) и Јужне Кореје (2 : 2), али је потом изгубила са 1 : 0 од Бразила и елиминисана у групној фази.
На женском првенству Конкакафа 2018. године, Костарика се надала да ће се још једном квалификовати за Светско првенство у фудбалу за жене. Победили су у свом првом мечу у групи са 8 : 0 Кубу, међутим, изгубили су свој други меч од Јамајке резултатом 1 : 0 у којем су контроверзно имали гол поништен у другом полувремену. Костарика је изгубила свој последњи групни меч од Канаде резултатом 3 : 1, елиминишући своје шансе да се квалификује за Светско првенство у фудбалу за жене 2019. године.

## Достигнућа

### Светско првенство за жене
| Светско првенство у фудбалу за жене резултати | Светско првенство у фудбалу за жене резултати | Светско првенство у фудбалу за жене резултати | Светско првенство у фудбалу за жене резултати | Светско првенство у фудбалу за жене резултати | Светско првенство у фудбалу за жене резултати | Светско првенство у фудбалу за жене резултати | Светско првенство у фудбалу за жене резултати | Светско првенство у фудбалу за жене резултати |
| Година                                        | Резултат                                      | Ута                                           | Поб                                           | Нер*                                          | Изг                                           | ГД                                            | ГП                                            |                                               |
| --------------------------------------------- | --------------------------------------------- | --------------------------------------------- | --------------------------------------------- | --------------------------------------------- | --------------------------------------------- | --------------------------------------------- | --------------------------------------------- | --------------------------------------------- |
| 1991.                                         | Није се квалификовала                         | Није се квалификовала                         | Није се квалификовала                         | Није се квалификовала                         | Није се квалификовала                         | Није се квалификовала                         | Није се квалификовала                         |                                               |
| 1995.                                         | Није учествовала                              | Није учествовала                              | Није учествовала                              | Није учествовала                              | Није учествовала                              | Није учествовала                              | Није учествовала                              |                                               |
| 1999.                                         | Није се квалификовала                         | Није се квалификовала                         | Није се квалификовала                         | Није се квалификовала                         | Није се квалификовала                         | Није се квалификовала                         | Није се квалификовала                         |                                               |
| 2003.                                         | Није се квалификовала                         | Није се квалификовала                         | Није се квалификовала                         | Није се квалификовала                         | Није се квалификовала                         | Није се квалификовала                         | Није се квалификовала                         |                                               |
| 2007.                                         | Није се квалификовала                         | Није се квалификовала                         | Није се квалификовала                         | Није се квалификовала                         | Није се квалификовала                         | Није се квалификовала                         | Није се квалификовала                         |                                               |
| 2011.                                         | Није се квалификовала                         | Није се квалификовала                         | Није се квалификовала                         | Није се квалификовала                         | Није се квалификовала                         | Није се квалификовала                         | Није се квалификовала                         |                                               |
| 2015.                                         | Групна фаза                                   | 3                                             | 0                                             | 2                                             | 1                                             | 3                                             | 4                                             |                                               |
| 2019.                                         | Није се квалификовала                         | Није се квалификовала                         | Није се квалификовала                         | Није се квалификовала                         | Није се квалификовала                         | Није се квалификовала                         | Није се квалификовала                         |                                               |
| 2023.                                         | Није играно                                   | Није играно                                   | Није играно                                   | Није играно                                   | Није играно                                   | Није играно                                   | Није играно                                   |                                               |
| Укупно                                        | Групна фаза                                   | 3                                             | 0                                             | 2                                             | 1                                             | 3                                             | 4                                             |                                               |

*Означава нерешене утакмице укључујући нокаут мечеве одлучене извођењем једанаестераца.
| Светско првенство у фудбалу за жене историја | Светско првенство у фудбалу за жене историја | Светско првенство у фудбалу за жене историја | Светско првенство у фудбалу за жене историја | Светско првенство у фудбалу за жене историја | Светско првенство у фудбалу за жене историја |
| Година                                       | Коло                                         | Датум                                        | Противник                                    | Резултат                                     | Стадион                                      |
| -------------------------------------------- | -------------------------------------------- | -------------------------------------------- | -------------------------------------------- | -------------------------------------------- | -------------------------------------------- |
| 2015.                                        | Групна фаза                                  | 9. јун                                       | Шпанија                                      | Нер. 1 : 1                                   | Олимпијски стадион, Монтреал                 |
| 2015.                                        | Групна фаза                                  | 13. јун                                      | Јужна Кореја                                 | Нер. 2 : 2                                   | Олимпијски стадион, Монтреал                 |
| 2015.                                        | Групна фаза                                  | 17. јун                                      | Бразил                                       | изг. 0 : 1                                   | Стадион Монктон, Монктон                     |

### Олимпијске игре
| Олимпијске игре резултати | Олимпијске игре резултати | Олимпијске игре резултати | Олимпијске игре резултати | Олимпијске игре резултати | Олимпијске игре резултати | Олимпијске игре резултати | Олимпијске игре резултати | Олимпијске игре резултати |               | Квалификације резултати | Квалификације резултати | Квалификације резултати | Квалификације резултати | Квалификације резултати | Квалификације резултати |             |
| Година                    | Коло                      | Поз                       | Ута                       | Поб                       | Нер*                      | Изг                       | ГД                        | ГП                        | Ута           | Поб                     | Нер*                    | Изг                     | ГД                      | ГП                      |                         |             |
| ------------------------- | ------------------------- | ------------------------- | ------------------------- | ------------------------- | ------------------------- | ------------------------- | ------------------------- | ------------------------- | ------------- | ----------------------- | ----------------------- | ----------------------- | ----------------------- | ----------------------- | ----------------------- | ----------- |
| 1996.                     | Није учествовала          | Није учествовала          | Није учествовала          | Није учествовала          | Није учествовала          | Није учествовала          | Није учествовала          | Није учествовала          | ФИФА СП 1995. | ФИФА СП 1995.           | ФИФА СП 1995.           | ФИФА СП 1995.           | ФИФА СП 1995.           | ФИФА СП 1995.           |                         |             |
| 2000.                     | Није се квалификовала     | Није се квалификовала     | Није се квалификовала     | Није се квалификовала     | Није се квалификовала     | Није се квалификовала     | Није се квалификовала     | Није се квалификовала     | ФИФА СП 1999. | ФИФА СП 1999.           | ФИФА СП 1999.           | ФИФА СП 1999.           | ФИФА СП 1999.           | ФИФА СП 1999.           |                         |             |
| 2004.                     | Није се квалификовала     | Није се квалификовала     | Није се квалификовала     | Није се квалификовала     | Није се квалификовала     | Није се квалификовала     | Није се квалификовала     | Није се квалификовала     | 5             | 2                       | 0                       | 3                       | 8                       | 11                      |                         |             |
| 2008.                     | Није се квалификовала     | Није се квалификовала     | Није се квалификовала     | Није се квалификовала     | Није се квалификовала     | Није се квалификовала     | Није се квалификовала     | Није се квалификовала     | 6             | 2                       | 1                       | 3                       | 11                      | 7                       |                         |             |
| 2012.                     | Није се квалификовала     | Није се квалификовала     | Није се квалификовала     | Није се квалификовала     | Није се квалификовала     | Није се квалификовала     | Није се квалификовала     | Није се квалификовала     | 8             | 6                       | 0                       | 2                       | 25                      | 12                      |                         |             |
| 2016.                     | Није се квалификовала     | Није се квалификовала     | Није се квалификовала     | Није се квалификовала     | Није се квалификовала     | Није се квалификовала     | Није се квалификовала     | Није се квалификовала     | 7             | 5                       | 0                       | 2                       | 22                      | 10                      |                         |             |
| 2020.                     | Није се квалификовала     | Није се квалификовала     | Није се квалификовала     | Није се квалификовала     | Није се квалификовала     | Није се квалификовала     | Није се квалификовала     | Није се квалификовала     | 6             | 4                       | 0                       | 2                       | 15                      | 8                       |                         |             |
| 2024.                     | Није играно               | Није играно               | Није играно               | Није играно               | Није играно               | Није играно               | Није играно               | Није играно               | Није играно   | Није играно             | Није играно             | Није играно             | Није играно             | Није играно             | Није играно             | Није играно |
| Укупно                    | -                         | -                         | -                         | -                         | -                         | -                         | -                         | -                         | 32            | 19                      | 1                       | 12                      | 81                      | 48                      |                         |             |

*Означава нерешене утакмице укључујући нокаут мечеве одлучене извођењем једанаестераца.

### Конкакафов шампионат за жене
| Конкакафов шампионат за жене резултати | Конкакафов шампионат за жене резултати | Конкакафов шампионат за жене резултати | Конкакафов шампионат за жене резултати | Конкакафов шампионат за жене резултати | Конкакафов шампионат за жене резултати | Конкакафов шампионат за жене резултати | Конкакафов шампионат за жене резултати |                  | Квалификациони резултати | Квалификациони резултати | Квалификациони резултати | Квалификациони резултати | Квалификациони резултати | Квалификациони резултати |
| Година                                 | Резултат                               | Ута                                    | Поб                                    | Нер*                                   | Изг                                    | ГД                                     | ГП                                     | Ута              | Поб                      | Нер*                     | Изг                      | ГД                       | ГП                       |                          |
| -------------------------------------- | -------------------------------------- | -------------------------------------- | -------------------------------------- | -------------------------------------- | -------------------------------------- | -------------------------------------- | -------------------------------------- | ---------------- | ------------------------ | ------------------------ | ------------------------ | ------------------------ | ------------------------ | ------------------------ |
| 1991.                                  | Групна фаза                            | 3                                      | 1                                      | 0                                      | 2                                      | 2                                      | 11                                     | Позвана          | Позвана                  | Позвана                  | Позвана                  | Позвана                  | Позвана                  |                          |
| 1993.                                  | Није учествовала                       | Није учествовала                       | Није учествовала                       | Није учествовала                       | Није учествовала                       | Није учествовала                       | Није учествовала                       | Није учествовала | Није учествовала         | Није учествовала         | Није учествовала         | Није учествовала         | Није учествовала         |                          |
| 1994.                                  | Није учествовала                       | Није учествовала                       | Није учествовала                       | Није учествовала                       | Није учествовала                       | Није учествовала                       | Није учествовала                       | Није учествовала | Није учествовала         | Није учествовала         | Није учествовала         | Није учествовала         | Није учествовала         |                          |
| 1998.                                  | Треће место                            | 5                                      | 3                                      | 0                                      | 2                                      | 11                                     | 7                                      | 3                | 2                        | 0                        | 1                        | 23                       | 3                        |                          |
| 2000.                                  | Групна фаза                            | 3                                      | 0                                      | 1                                      | 2                                      | 2                                      | 18                                     | 3                | 2                        | 1                        | 0                        | 24                       | 5                        |                          |
| 2002.                                  | Четврто место                          | 5                                      | 2                                      | 0                                      | 3                                      | 8                                      | 14                                     | 4                | 4                        | 0                        | 0                        | 16                       | 3                        |                          |
| 2006.                                  | Није се квалификовала                  | Није се квалификовала                  | Није се квалификовала                  | Није се квалификовала                  | Није се квалификовала                  | Није се квалификовала                  | Није се квалификовала                  | 2                | 0                        | 0                        | 2                        | 1                        | 4                        |                          |
| 2010.                                  | Четврто место                          | 5                                      | 2                                      | 0                                      | 3                                      | 4                                      | 11                                     | 2                | 2                        | 0                        | 0                        | 4                        | 0                        |                          |
| 2014.                                  | Другопласирана                         | 5                                      | 4                                      | 0                                      | 1                                      | 10                                     | 9                                      | 3                | 3                        | 0                        | 0                        | 10                       | 0                        |                          |
| 2018.                                  | Групна фаза                            | 3                                      | 1                                      | 0                                      | 2                                      | 9                                      | 4                                      | 3                | 3                        | 0                        | 0                        | 18                       | 2                        |                          |
| Укупно                                 | Другопласирана                         | 29                                     | 13                                     | 1                                      | 15                                     | 46                                     | 74                                     | 20               | 16                       | 1                        | 3                        | 96                       | 17                       |                          |

*Означава нерешене утакмице укључујући нокаут мечеве одлучене извођењем једанаестераца.

### Панамеричке игре
| Панамеричке игре резултати | Панамеричке игре резултати | Панамеричке игре резултати | Панамеричке игре резултати | Панамеричке игре резултати | Панамеричке игре резултати | Панамеричке игре резултати | Панамеричке игре резултати |
| Година                     | Рез                        | Ута                        | Поб                        | Нер*                       | Изг                        | ГД                         | ГП                         |
| -------------------------- | -------------------------- | -------------------------- | -------------------------- | -------------------------- | -------------------------- | -------------------------- | -------------------------- |
| 1999.                      | Бронзана медаља            | 6                          | 1                          | 1                          | 4                          | 4                          | 17                         |
| 2003.                      | Групна фаза                | 2                          | 0                          | 0                          | 2                          | 2                          | 5                          |
| 2007.                      | Није учествовала           | Није учествовала           | Није учествовала           | Није учествовала           | Није учествовала           | Није учествовала           |                            |
| 2011.                      | Групна фаза                | 3                          | 0                          | 1                          | 2                          | 5                          | 8                          |
| 2015.                      | Групна фаза                | 3                          | 1                          | 0                          | 2                          | 2                          | 5                          |
| 2019.                      | Бронзана медаља            | 5                          | 3                          | 1                          | 1                          | 10                         | 6                          |
| Укупно                     | Бронзана медаља            | 19                         | 5                          | 3                          | 11                         | 23                         | 41                         |

*Означава нерешене утакмице укључујући нокаут мечеве одлучене извођењем једанаестераца.

## ФИФА рангирање
Последње ажурирање је било у јуну 2021.
Извор:
  Најбоља позиција    Најгора позиција    Највећи напредак    Најмањи напредак  
| 36 | 2021 | —  | —          | —  | —          |
| 35 | 2020 | 35 | 1          | 36 | 1          |
| 37 | 2019 | 36 | 1          | 38 | 1          |
| 37 | 2018 | 32 | 1          | 37 | 3          |
| 33 | 2017 | 30 | 1          | 33 | 1          |
| 29 | 2016 | 29 | 4          | 30 | Стагнација |
| 34 | 2015 | 34 | 3          | 37 | Стагнација |
| 37 | 2014 | 37 | 3          | 40 | Стагнација |
| 40 | 2013 | 40 | Стагнација | 40 | Стагнација |
| 40 | 2012 | 40 | 1          | 40 | Стагнација |
| 41 | 2011 | 41 | 3          | 44 | 2          |
| 41 | 2010 | 41 | 6          | 47 | 4          |
| 46 | 2009 | 46 | Стагнација | 46 | Стагнација |
| 46 | 2008 | 45 | 3          | 48 | 1          |
| 48 | 2007 | 48 | 1          | 50 | 1          |
| 49 | 2006 | 46 | 2          | 49 | 1          |
| 46 | 2005 | 45 | Стагнација | 46 | 1          |
| 45 | 2004 | 45 | 1          | 45 | Стагнација |
| 46 | 2003 | 45 | Стагнација | 46 | 1          |